# Auberchicourt
Auberchicourt je francouzská obec v departementu Nord v regionu Hauts-de-France. Žije zde přibližně 4 600 obyvatel.

## Geografie

### Sousední obce
| Růžice kompasu | Écaillon | Bruille-lez-Marchiennes |              | Růžice kompasu |
| Růžice kompasu | Masny    | Sever                   | Aniche       | Růžice kompasu |
| Růžice kompasu | Masny    | Auberchicourt           | Aniche       | Růžice kompasu |
| Růžice kompasu | Masny    | Jih                     | Aniche       | Růžice kompasu |
| Růžice kompasu |          | Monchecourt             | Émerchicourt | Růžice kompasu |